# Cnemophilus loriae
Cnemophilus loriae е вид птица от семейство Cnemophilidae.

## Разпространение
Видът е разпространен в Индонезия и Папуа Нова Гвинея.